# Koelelement

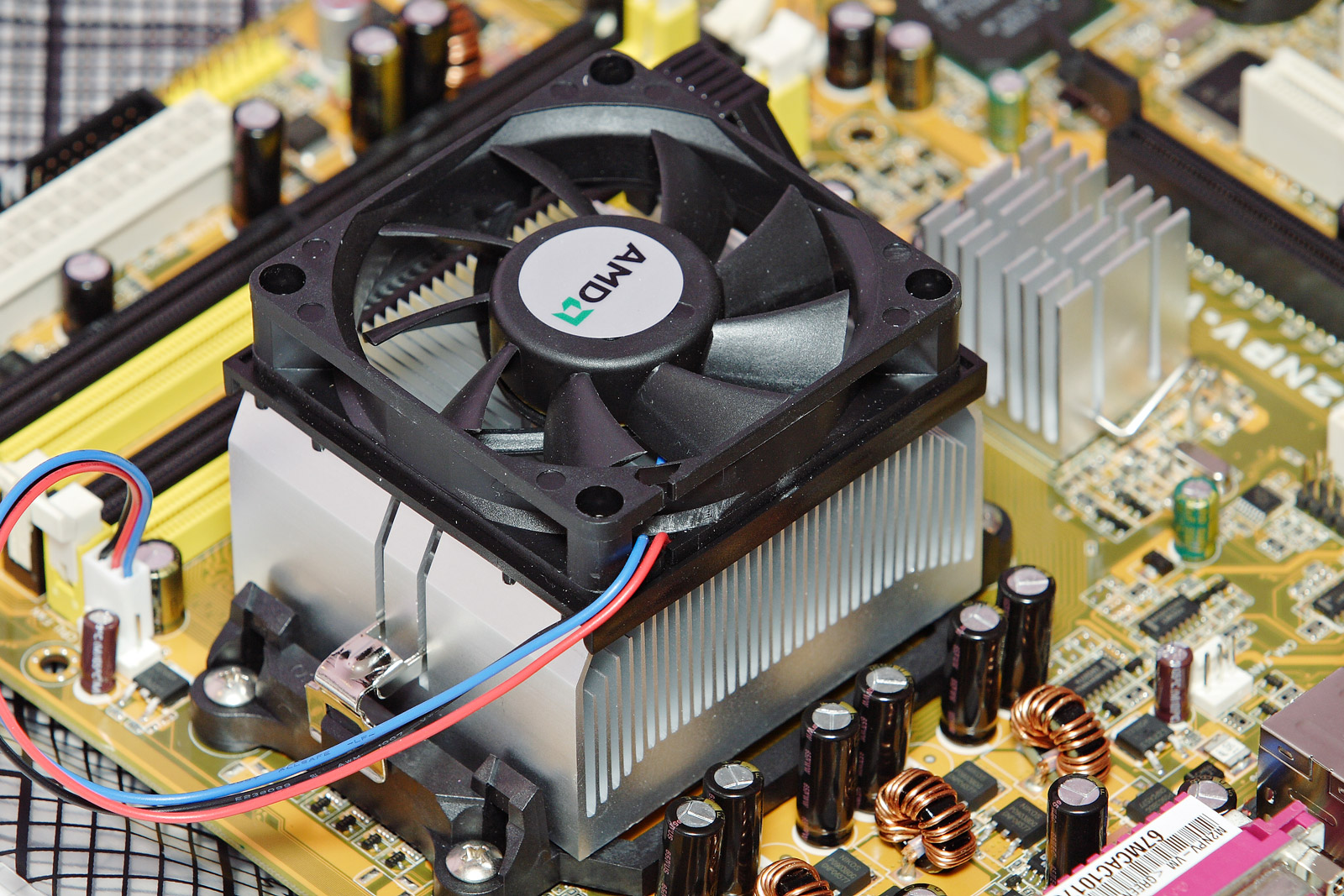
Koelplaat met ventilator in een computer

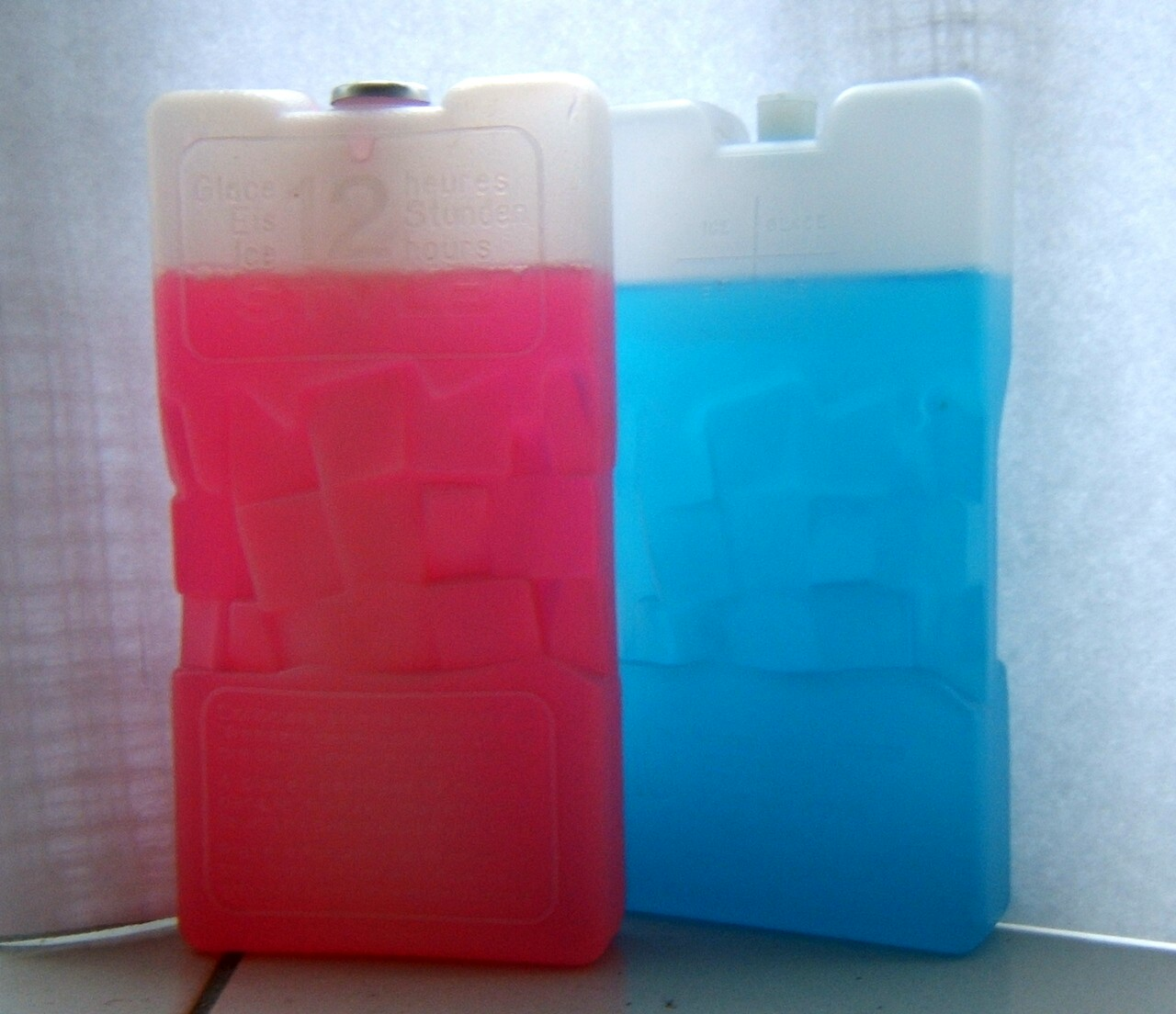
Koelelementen voor een koelbox

Een koelelement is een object om omgevingstemperatuur of de temperatuur van een ander object te verlagen of laag te houden.

## Toepassingen
Als koelelement van de CPU ofwel de processor, in een personal computer, met eventueel een ventilator op de koelplaat. Voor een betere warmteoverdracht wordt tussen koelplaat en CPU koelpasta aangebracht. De koelplaat is van koper of aluminium en voert vanwege zijn goede warmtegeleiding de warmte goed af. De ventilator koelt op zijn beurt deze koelplaat weer.
Met een koelelement kan ook een kleine plastic container gevuld met een zoutoplossing worden bedoeld. Na sterke koeling in een vriezer kan het element in een koelbox worden geplaatst om zo de hierin geplaatste etenswaren, drinkwaren of organen gekoeld te houden. Aan het water in het koelelement is zout toegevoegd om het vriespunt te verlagen zodat het ijs niet de plastic behuizing kapot drukt en het koelelement langer koel blijft.
Een gekoelde ruimte waarin meer voedingswaren worden opgeslagen - denk hierbij aan een huishoudelijke koelkast of industriële koelcel - zijn uitgerust met een koelelement dat een gas bevat zoals freon of propaan.